# Sal (fiume)
Il Sal (in russo Сал?; nell'alto corso conosciuto come Džurak-Sal) è un fiume della Russia europea meridionale (oblast' di Rostov e Repubblica Autonoma della Calmucchia), affluente di sinistra del Don.
Nasce nel territorio della Calmucchia, dal versante occidentale della catena di rilievi collinari degli Ergeni non lontano dalla città di Ėlista. Scorre dapprima con direzione nordoccidentale poi, entrata nella oblast' di Rostov e toccato il centro di Remontnoe, assume direzione settentrionale; poco prima della confluenza dell'affluente Kara-Sal compie un'altra decisa svolta, dirigendo il suo corso verso ovest mantenendo questa direzione per alcune centinaia di chilometri prima della foce nel basso corso del Don. Ha una lunghezza di 798 km (776 km secondo il registro idrico statale); l'area del suo bacino è di 21 300 km².
I principali affluenti del Sal sono il già citato Kara-Sal dalla destra, Bol'šoj Gašun, Bol'šaja Kuberle e Malaja Kuberle dalla sinistra.
Il Sal è gelato, mediamente, da metà dicembre a fine marzo; il periodo marzo-aprile vede le piene massime a livello annuo. Il fiume ha una portata media piuttosto bassa, a causa dell'aridità del clima delle zone attraversate.